# Stazione di Central do Brasil
La stazione di Central do Brasil (portoghese Estação Central do Brasil) è la stazione ferroviaria principale di Rio de Janeiro, in Brasile. Lo scalo è parte del sistema ferroviario metropolitano gestito dalla Rio Trilhos e nel complesso della stazione si trova anche l'omonima fermata della metropolitana.

### L'attuale stazione

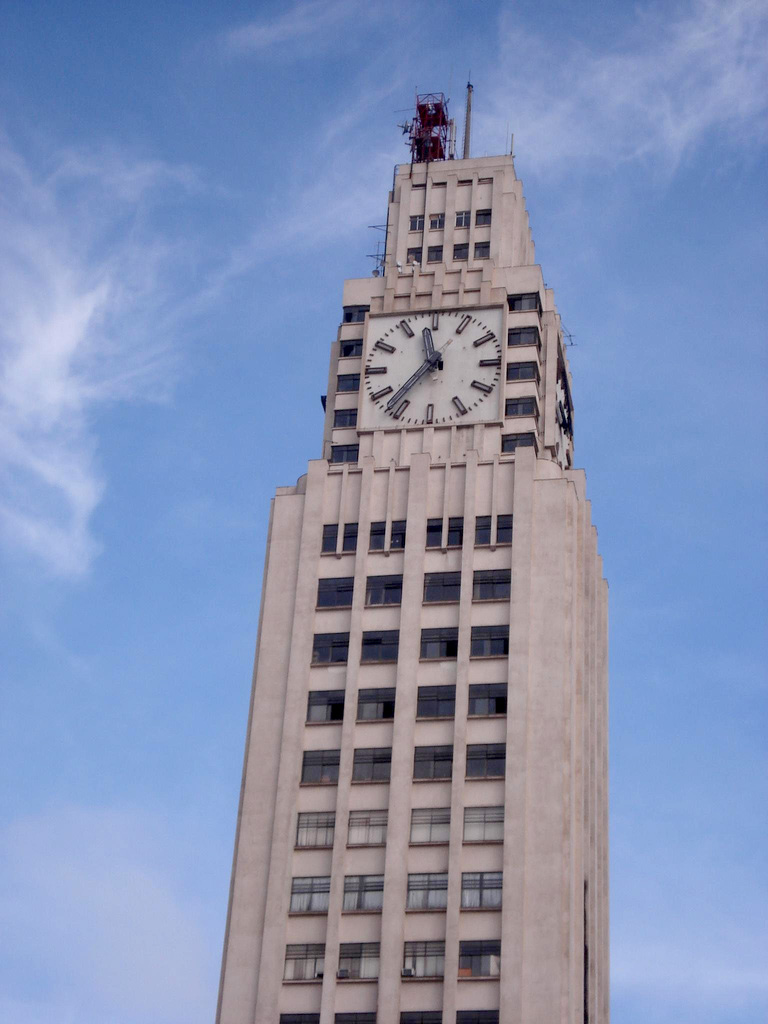
La torre dell'orologio della stazione.

## Interscambi
- Fermata metropolitana